# Aspronema
Aspronema — рід сцинкоподібних ящірок родини сцинкових (Scincidae). Представники цього роду мешкають в Південній Америці.

## Види
Рід Aspronema нараховує 2 види:
- Aspronema cochabambae (Dunn, 1935)
- Aspronema dorsivittatum (Cope, 1862)

## Етимологія
Наукова назва роду Aspronema походить від сполучення слів дав.-гр. ασπρο — білий колір і νημα — нитка.